# Jacques Santer
Pour les articles homonymes, voir Santer.
Jacques Santer, né le 18 mai 1937 à Wasserbillig (Luxembourg), est un homme politique luxembourgeois, membre du Parti populaire chrétien-social (CSV).

## Biographie
Jacques Santer nait le 18 mai 1937 à Wasserbillig au Luxembourg.
Il obtient un diplôme de docteur en droit et a obtenu un certificat de l'Institut d'études politiques de Paris.

### Engagement politique au Luxembourg
Il s'engage dans la politique luxembourgeoise en 1963 en devenant attaché au cabinet du ministre du Travail et de la Sécurité sociale. Il conservera ce poste jusqu'en 1965. Après cette position, il deviendra, jusqu'en 1966, attaché du gouvernement.
Entre 1966 et 1972, il devient secrétaire parlementaire du parti chrétien-social puis devient, à cette date, secrétaire d'État aux Affaires culturelles et aux Affaires sociales. Il conservera ce porte-feuille jusqu'en 1974. Il est, en parallèle, secrétaire général du parti chrétien-social.
Entre 1974 et 1982, il est président du parti chrétien-social. Dans cet intervalle, il est député entre 1974 et 1979, et échevin de la ville de Luxembourg entre 1976 et 1979. Il quitte ces fonctions pour devenir ministre des Finances, du Travail et de la Sécurité sociale en 1979. Il le restera jusqu'en 1984.
De 1984 à 1989, il a exercé les fonctions de président du gouvernement en étant simultanément ministre d'État et ministre des Finances et du Trésor ; puis de 1989 à 1995, il a été Premier ministre du grand-duché de Luxembourg, exerçant simultanément les fonctions de ministre d'État du Trésor, ainsi que ministre des Affaires culturelles.

### Engagement politique européen et international
Jacques Santer est élu député européen en 1975. Il exercera la présidence du parlement entre 1975 et 1977. Il est réélu en 1979.
De juillet à décembre 1985, puis de janvier à juin 1991, il préside le Conseil européen en même temps que Jacques Poos,(vice Premier ministre du grand-duché de Luxembourg) préside le Conseil de l'Union européenne.
De 1987 à 1990, il est président du parti populaire européen.
Après son départ de la Commission européenne, il redevient membre du Parlement européen de 1999 à 2004.
En mai 2013, Santer est devenu membre honoraire de SME Europe, l'organisation officielle du Parti populaire européen en faveur des entreprises.
Il a ensuite été de février 2002 à juin 2003 l’un des 105 membres de la Convention sur l’avenir de l’Europe chargés de rédiger le traité établissant une Constitution pour l’Europe, aussi appelé traité de Rome.
Il a été membre de la Commission trilatérale, un organisme qui regroupe 300 à 400 personnalités parmi les plus remarquées et influentes – hommes d’affaires, hommes politiques, décideurs, intellectuels – de l’Europe occidentale, de l’Amérique du Nord et de l'Asie du Pacifique, ayant pour but la promotion de la coopération politique et économique entre ces trois régions.
Le 23 janvier 2012, Jacques Santer a été nommé au conseil d'administration du SPIV, un dispositif complexe de gestion d'investissements, conçu pour renforcer la capacité du Fonds européen de stabilité financière, le fonds de sauvetage pour la zone euro.
Il est actuellement président du groupe Europe de l'Union des fédéralistes européens.

### Présidence de la Commission

#### Nomination et travaux
Il devient le neuvième président de la Commission européenne en 1995, Commission qu'il présidera jusqu'en 1999. Sa nomination est l’œuvre d'un compromis entre le Royaume-Uni et la position franco-allemande, après que le candidat franco-allemand, le Belge Jean-Luc Dehaene, se fut heurté au veto du Premier ministre britannique John Major. La sélection de Santer a été ratifiée de justesse (260 voix pour, 238 contre et 29 abstentions) par un Parlement européen contrarié par le processus de sélection des présidents de la Commission.
La Commission Santer a, notamment :  
- Supervisé l'élaboration du traité de Nice avant sa signature en 2000 et les négociations avec ces pays en vue de l'adhésion en 2004.
- Préparé la signature du traité d'Amsterdam en 1997[8].
- Contribué au développement de l'euro et publié une série de livres verts, basés sur les travaux du commissaire Yves-Thibault de Silguy[9].
- Développé le symbole monétaire de l'euro.
- Créé l'euro le 1er janvier 1999.
- Poursuivi l'agenda social de Jacques Delors, en réclamant davantage de pouvoirs dans ce domaine, notamment pour lutter contre le chômage.
- Présenté des propositions de réforme de la politique agricole commune.

#### Démission
Jacques Santer a remis la démission de toute la Commission en mars 1999, consécutivement à des contestations du Parlement européen menaçant de la censurer à la suite des allégations de mauvaise gestion qui visaient plusieurs membres de cette même Commission. Un rapport accablant sur la fraude et le népotisme mettait en cause certains membres de la Commission européenne pour ses graves manquements en matière de gestion.
Comme les commissaires impliqués ont refusé de démissionner et que le président de la Commission européenne n'avait pas le pouvoir de renvoyer les commissaires individuellement, Santer décida de démissionner le 15 mars 1999, le jour de la publication du rapport, entraînant la démission de l'ensemble de sa commission.
Le rapport d'experts indépendants fait état de la « perte de contrôle [de la Commission] sur l'administration qu'elle [est] supposée gérer. Cette perte de contrôle implique, dès le départ, une lourde responsabilité aussi bien des commissaires pris séparément que de la Commission en tant que collège ».
Les principaux commissaires mis en cause par le rapport étaient : Édith Cresson, l'ancienne Première ministre socialiste française et commissaire chargée de la recherche et de l'éducation, pour fraude et favoritisme ; le socialiste espagnol Manuel Marín, premier vice-président et commissaire aux Relations extérieures avec le Sud de la Méditerranée, l'Amérique latine et le Moyen-Orient, pour ne pas avoir retardé de deux ans le déclenchement d'une enquête sur les dysfonctionnements signalés par la Cour des comptes européenne ; la commissaire sociale démocrate allemande Monika Wulf-Mathies et le commissaire social-démocrate portugais João de Deus Pinheiro, chargé des relations avec les pays d'Afrique, des Caraïbes et du Pacifique, pour favoritisme ; ainsi que la radicale italienne Emma Bonino, chargée de l'aide humanitaire, et Jacques Santer, du Parti populaire européen, pour certaines irrégularités.

### Carrière dans l’économie
Jacques Santer est gouverneur de la Banque mondiale de 1984 à 1989, puis gouverneur du Fonds monétaire international (FMI) de 1989 à 1994, et enfin gouverneur de la Banque européenne pour la reconstruction et le développement (BERD) de 1991 à 1995.
En 1999, un an après avoir quitté la présidence de la Commission européenne, Jacques Santer est entré dans le conseil d’administration de General Mediterranean Holding (GenMed), une société de portefeuille appartenant à l'anglo-irakien Nadhmi Auchi.
Il siège également au conseil d'administration de RTL Group, une société internationale de diffusion et de production télévisées.

## Vie privée
Jacques Santer était marié à une Française (+), professeur de sciences naturelles, et a deux fils.

## Autres fonctions
Jacques Santer est ministre d’État honoraire du Luxembourg et président de la Fondation du Mérite européen.
Il est aussi président du Groupe Europe, une section membre de l'Union des fédéralistes européens.
Il est par ailleurs président du conseil d'administration du musée d'Art moderne grand-duc Jean (Mudam).

## Distinctions
En 1995, Santer est devenu le premier destinataire de la Vision pour l'Europe Award. Il est également lauréat du prix Princesse des Asturies en 1998 et docteur honoris causa de l'université d'Alicante.

## Décorations
- Grand-croix de l'ordre du Faucon ( Islande, 1990)
- Grand-cordon de l'ordre du Soleil levant  ( Japon, 2015)
- Grand-croix de l'ordre de la Couronne de chêne ( Luxembourg)
- Grand-croix de l'ordre de Mérite du grand-duché de Luxembourg  ( Luxembourg)
- Médaille d'or du Mérite culturel polonais Gloria Artis ( Pologne, 2008)
- Grand-croix de l'ordre de l'Infant Dom Henrique ( Portugal, 1990)
- Grand-croix de l'ordre du Christ ( Portugal, 1988)
- Grand-croix de l'ordre national du service fidèle (en) ( Roumanie, 2004)